# Алайбеглийско неолитно селище
Алайбеглийското неолитно селище е неолитно селище край дебърско село Алайбеглия (Бурим), Албания, съществувало в VII хилядолетие пр.н.е.
Селището е разположено в равнината на юг от Алайбеглия, в местност на име Ливади и Мад (Голяма поляна). На север е потокът Луге, на юг хълмът Мулири, на запад полето Параспореве, а на изток полето Хамлав. Археологическият материал, открит при разкопките в 2007 година, се състои от кремъчни инструменти. Не са открити фрагменти от рисувана керамика. Разкопките разкриват няколко религиозни предмета, най-важен от които е керамична култова маса. Въз основа на археологическия материал, открит при разкопките, селището датира от Ранния неолит.